# 弗里登斯瓦爾德 (密蘇里州)
弗里登斯瓦爾德（英語：Friedenswald）是位於美國密蘇里州康登縣的村。

## 人口
根據2020年美國人口普查的數據，弗里登斯瓦爾德的面積為0.26平方千米，皆為陸地。當地共有人口4人，而人口密度為每平方千米15人。